# Alex Steinweiss
Pour les articles homonymes, voir Steinweiss.
Alex Steinweiss (né le 24 mars 1917 à Brooklyn, mort le 17 juillet 2011 à Sarasota, Floride) est un graphiste américain. Premier directeur artistique de Columbia Records à partir de 1938, c'est lui qui a introduit l'artwork sur les pochettes des disques vinyles, qui jusqu'alors n'étaient pas décorées.